# Đức Trường
Đức Trường (tiếng Trung: 德長; 1 tháng 10 năm 1838 – 12 tháng 5 năm 1876) là một hoàng thân của nhà Thanh trong lịch sử Trung Quốc, người thừa kế 1 trong 12 tước vị Thiết mạo tử vương.

## Cuộc đời
Đức Trường sinh vào giờ Ngọ, ngày 13 tháng 8 (âm lịch) năm Đạo Quang thứ 18 (1838), trong gia tộc Ái Tân Giác La. Ông là con trai thứ ba của Duệ Hy Thân vương Nhân Thọ, mẹ ông là Trắc Phúc tấn Diêm Giai thị (閻佳氏).
Năm Đạo Quang thứ 27 (1847), ông được ban thưởng mang Hoa linh. Năm Hàm Phong thứ 4 (1854), tháng 12, ông được thưởng chức Nhị đẳng Thị vệ, được hành tẩu ở Đại Môn. Đến năm thứ 6 (1856), tháng 12, được hành tẩu ở Càn Thanh môn. Năm thứ 7 (1857), tháng 12, ông được phong tước Nhị đẳng Trấn quốc Tướng quân, nhậm Càn Thanh môn Thị vệ. Năm thứ 9 (1859), tháng 3, thăng làm Đầu đẳng Thị vệ.
Năm Đồng Trị thứ 3 (1864), tháng 4, thay quyền Phó Đô thống Mông Cổ Tương Hồng kỳ. Năm thứ 4 (1865), tháng giêng, phụ thân ông qua đời, ông được thế tập tước vị Duệ Thân vương đời thứ 7, thưởng Tam nhãn Hoa linh, được hành tẩu ở Ngự tiền. Tháng 7 cùng năm, thụ chức Nội đại thần (內大臣). Đến tháng 8 cùng năm, trở thành Tổng tộc trưởng của Chính Lam kỳ. Năm thứ 7 (1868), tháng 4, quản lý sự vụ của Chính Bạch kỳ Giác La học. Năm thứ 8 (1869), tháng 4, nhậm chức Đô thống Mông Cổ Tương Hồng kỳ, cùng tháng tiến vào Lĩnh thị vệ Nội đại thần ban. Tháng 5, nhậm Sát thành Đại thần (察城大臣), kiêm Tân thư doanh phòng sự vụ Đại thần (新书营房事务大臣). Tháng 8, điều làm Tiền dẫn Đại thần (前引大臣). Tháng 12, thụ Quản yến Đại thần (管宴大臣).
Năm thứ 9 (1870), tháng 10, nhậm Chính Hoàng kỳ Lĩnh thị vệ Nội đại thần. Năm thứ 10 (1871), tháng 2, thay quyền Phó Đô thống của Mông Cổ Tương Hoàng kỳ. Tháng 5 cùng năm, nhậm Tương Hoàng kỳ Lĩnh thị vệ Nội đại thần. Năm thứ 11 (1872), được ban thưởng Bổ phục Chính long. Năm thứ 13 (1874), tháng 12, lại điều làm Quản lý Hành dinh sự vụ Đại thần (管理行營事務大臣). Năm Quang Tự thứ 2 (1876), ngày 19 tháng 4 (âm lịch), giờ Mẹo, ông qua đời, thọ 39 tuổi, được truy thụy Duệ Ý Thân vương (睿懿親王).

## Gia quyến

### Thê thiếp
- Nguyên phối: Bích Lỗ thị (碧魯氏), con gái của Tuần phủ Phúc Tế (福濟).
- Kế thất: Ngột Trát Lạp thị (兀扎拉氏), con gái của Đạo viên Cảnh Phúc (景福).
- Trắc Phúc tấn: Triệu Giai thị (趙佳氏), con gái của Triệu Tường (兆祥).
- Thứ Phúc tấn: Kim Giai thị (金佳氏), con gái của Kim Thọ (金壽).

### Con trai
1. Duyên Linh (延齡; 1863 – 1866), mẹ là Đích Phúc tấn Bích Lỗ thị. Chết yểu.
2. Kỳ Linh (耆齡; 1863 – 1866), mẹ là Thứ Phúc tấn Kim Giai thị. Chết yểu.
3. Quế Bân (桂斌; 1864 – 1866), mẹ là Đích Phúc tấn Bích Lỗ thị. Chết yểu.
4. Khôi Bân (魁斌; 1864 – 1915), mẹ là Trắc Phúc tấn Triệu Giai thị. Năm 1876 được thế tập tước vị Duệ Thân vương. Sau khi qua đời được truy thụy Duệ Kính Thân vương (睿敬親王). Có hai con trai.